# Uridintrifosfát
Uridintrifosfát, uridin-5′-trifosfát (UTP, zkratka z angl. uridine triphosphate) je ribonukleotid složený z cukru ribózy, nukleové báze uracilu a tří fosfátových skupin. Uracil je navázán na 1′ uhlík ribózy a trojice fosfátů na 5' uhlík ribózy. Příbuznými sloučeninami jsou uridinmonofosfát (UMP) a uridindifosfát (UDP). UTP podobně jako adenosintrifosfát (ATP) obsahuje dvě makroergické vazby, ale jeho energetická funkce je ve srovnání s ATP omezená.
UTP má v metabolismu několik důležitých funkcí:
- je jedním ze čtyř základních substrátů pro syntézu ribonukleové kyseliny (RNA) v procesu transkripce
- je prekurzorem pro syntézu cytidintrifosfátu (CTP)
- UTP může být biosyntetizován z UDP nukleosiddifosfátkinázou po použití fosfátové skupiny z ATP podle rovnice UDP + ATP ⇌ UTP + ADP
- slouží jako koenzym k aktivaci sacharidů, které mají být začleněny do polysacharidů
- UTP a jeho deriváty jsou stále zkoumány pro jejich použití v humánní medicíně

## Výskyt

Vodíkové vazby adenin-uracil

- UTP se vyskytuje v ribonukleové kyselině (RNA). V párování bází Watson-Crick tvoří jeho nukleová báze uracil dvě vodíkové vazby s adeninem.
- UTP se nevyskytuje v deoxyribonukleové kyselině (DNA). Jeho homologem je v ní thymidintrifosfát (TTP nebo dTTP).
- UTP má také deoxyribózovou formu (dUTP).

## Funkce v metabolismu

### Zdroj energie
UTP může sloužit podobně jako ATP jako zdroj energie či aktivátor některých substrátů. Při této aktivaci se obvykle naváže na substrát pouze UDP a uvolní se fosfátová skupina. Takto aktivované sloučeniny mohou vstupovat do různých metabolických cest. UTP není tak univerzální jako ATP a jeho funkce jsou specifičtější:
- Pokud UTP aktivuje glukózu-1-fosfát, vytvoří se UDP-glukóza a uvolní se anorganický fosfát. UDP-glukóza se podílí na vzniku glykogenu (přebytečný cukr uložený v organismech). Tento proces je katalyzován enzymem glukóza-1-fosfát-UTP-transferáza.
- Pokud UTP aktivuje galaktózu, vytvoří aktivovanou formu UDP-galaktózy, která se přemění na UDP-glukózu. UDP-galaktóza je tak mezičlánek při přeměně galaktózy na glukózu.
- Pokud UTP aktivuje glukuronát, vytvoří aktivovanou formu UDP-glukuronátu, který se následně váže na bilirubin. Tak z této málo rozpustné látky vzniká rozpustnější bilirubin diglukuronid (konjugovaný bilirubin).
- UTP aktivuje subaminosacharidy, jako je glukosamin-1-fosfát na UDP-glukosamin a N-acetyl-glukosamin-1-fosfát na UDP-N-acetylglukosamin.

### Zprostředkování receptorů
- UTP má důležitou roli při zprostředkování odpovědí extracelulární vazbou na P2Y receptory buněk.
- Receptory P2Y jsou třídou receptorů spřažených s G proteinem (GPCR) a jsou aktivovány extracelulárními nukleotidy (ATP, UTP a UDP).
- Receptory P2Y jsou exprimovány v různých typech buněk a hrají důležitou roli ve fyziologii a patofyziologii, včetně zánětlivých reakcí a neuropatických bolestí.